# Еремеевский сельский совет (Одесская область)
Еремеевский сельский совет (укр. Єреміївська сільська рада) — входит в состав Раздельнянского района Одесской области Украины.
Административный центр сельского совета находится в с. Еремеевка.

## Населённые пункты совета
- с. Еремеевка
- с. Богнатово
- с. Бриновка
- с. Бурдовка
- с. Весёлое
- с. Поташенково
- с. Шеметово